# Ания Фундания Фаустина
Ания Фундания Фаустина (на латински: Annia Fundania Faustina; † 192) е римлянка от 2 век, братовчедка на император Марк Аврелий и Фаустина Млада.
Произлиза от фамилиите Фундании и Ании. Дъщеря е на Фундания и Марк Аний Либон (консул 128 г.), който е син на Марк Аний Вер и Рупилия Фаустина. Баща ѝ е брат на Фаустина Стара (съпругата на Антонин Пий) и на Марк Аний Вер, който е баща на император Марк Аврелий и Ания Корнифиция Фаустина. Роднина е и на император Траян. Сестра е на Марк Аний Либон (суфектконсул 161 г.)
Ания Фундания Фаустина се омъжва за патриция Тит Помпоний Прокул Витразий Полион, който е суфектконсул 150/151 г., консул 176 г. и легат в Долна Мизия (156 – 159 г.), на Hispania citerior (164 – 167). През 167/168 г. Полион става проконсул на Азия. Той придружава Марк Аврелий в маркоманските войни и умира по това време (преди 180 г.). Двамата имат дъщеря Витразия Фаустина, която поръчва убийството на Комод през 181 или 182 г.